# Rapid Juliana Combinatie
Il Rapid Juliana Combinatie, meglio noto come Rapid JC, è stata una società calcistica olandese con sede nella città di Kerkrade.

## Storia
Il club è stato fondato il 14 novembre 1954 e il 28 novembre 1954 si affiliò alla KNVB per prendere parte alla Eerste klasse C. Si trattava di una fusione tra il Rapid '54, fondato il 1º luglio 1954 e all'epoca militante nella massima serie della NBVB, rivale della KNVB, e lo Juliana, che è stato fondato il 20 luglio 1910 a Spekholzerheide. Inizialmente, anche i giocatori del Bleijerheide e del Kerkrade furono coinvolti nelle trattative per la fusione. Tuttavia, la fusione avvenne, e fu fondata una squadra professionistica con il nome di Roda Sport.

## Palmarès

### Competizioni nazionali
- Campionato olandese: 1

1955-1956